# Anita Nair
Anita Nair (Kerala, 26 de enero de 1966) es una escritora india en lengua inglesa. Ha ganado el premio Crossword Book en la categoría infantil por su libro Muezza and Baby Jaan. Fue finalista de The Hindu Literary Prize en 2014 por su novela Idris, Keeper of the Light. Fue reconocida también con el premio FLO FICCI Women achievers award en 2008 por su trayectoria.

## Trayectoria
Anita nair nació en Shoranur, Palakkad, un distrito de Kelara. Estudió en Chennai (Madras) antes de regresar a Kerala, donde se licenció en lengua y literatura inglesa. Gracias a la publicación de su primer libro, El sátiro del metro, consiguió una beca en el Centro para las artes creativas de Virginia.
En el año 2006, fue elegida como una de las 30 mujerespoderosas en la revista India Today.
Sus obras han sido traducidas a 30 idiomas.

## Obra

### Libros traducidos al español
1. El sátiro del metro, 1997, Alfaguara.
2. Un hombre mejor, 2004, Alfaguara.
3. El vagón de las mujeres, 2003, Alfaguara.
4. Lecciones de olvido, 2010, Duomo Ediciones.
5. El corazón es un lugar feroz, 2012, Duomo Ediciones.[10]

### Libros no traducidos al español
1. Malabar Mind - Poetry, 2002, Yeti Books.

1. Where the Rain is Born - Writings about Kerala, 2003, Penguin[11]
2. Puffin Book of World Myths and Legends, 2004, Penguin.[12]
3. Mistress, 2006, Penguin.
4. Adventures of Nonu, the Skating Squirrel, 2006.
5. Living Next Door To Alise, 2007, Penguin.
6. Goodnight & God Bless, 2008, Penguin.
7. Idris - Keeper of the light, 2014, HarperCollins.
8. Alphabet soup for lovers, 2015, Harper Collins.
9. Chain of custody, 2016, Harper Black.
10. Eating Wasps, 2018, Context.[10]

## Premios y reconocimientos
- 2007, finalista en PEN/Beyond Margins Award, Estados Unidos, un programa destinado a fomentar la diversidad racial y étnica en las comunidades literarias y editoriales.[13]
- 2007, finalista en LiBeraturpreis, Alemania.[5]
- 2008, considerada para el Orange Prize en la categoría de ficción, Reino Unido.[13]
- 2008, Premio FLO FICCI Women Achievers en la categoría de literatura.[5][6]
- 2012 Premio Kerala Sahitya Akademi for her contribution to literature and culture[8]
- 2013, Premio Central Sahitya Akademi, por su contribución a la literatura infantil.[9]
- 2014, finalista en The Hindu Literary Prize por Idris Keeper Of The Light[4]
- 2017 Crossword Book Award, Premio del jurado en categoría infantil por Muezza and Baby Jaan.[3]